# یونی‌چارم
یونی‌چارم (انگلیسی: Unicharm) شرکت کالای ژاپنی است، که در سال ۱۹۶۱ تأسیس شد.